# Estación de San Celoni
San Celoní (en catalán y según Adif Sant Celoni) es una estación ferroviaria situada en el municipio español de San Celoni, en la provincia de Barcelona, comunidad autónoma de Cataluña. 
Dispone de servicios de Media Distancia. Además, forma parte de la línea R2 de la red de Cercanías Barcelona operada por Renfe. 

## Situación ferroviaria
La estación se encuentra en el punto kilométrico 50,5 de la línea férrea Barcelona-Cerbère en su sección entre Barcelona y Massanet a 150,2 metros de altitud. El tramo es de vía doble y está electrificado.

## Historia
La estación fue inaugurada el 27 de agosto de 1860 con la puesta en marcha del tramo Granollers - Empalme (situado en Massanet) siendo este último punto el lugar en el que se unieron el trazado por el interior por Granollers con el trazado por la costa que prolongaba la línea Barcelona-Mataró. Las obras y explotación inicial corrieron a cargo de la Compañía de los Caminos de Hierro de Barcelona a Granollers también llamada Compañía de los Caminos de Hierro del Norte de Barcelona. Varias fusiones y uniones empresariales tan habituales en el ferrocarril de finales del siglo XIX hicieron que la estación pasara por diferentes manos hasta recalar en TBF en 1875 que aglutinó varias de las pequeñas compañías de la época que operaban en la zona de Cataluña. En 1889, TBF acordó fusionarse con la poderosa MZA, dicha fusión se mantuvo hasta que en 1941 la nacionalización del ferrocarril en España supuso la desaparición de todas las compañías privadas existentes y la creación de RENFE. 
Desde el 31 de diciembre de 2004 Renfe Operadora explota la línea mientras que Adif es la titular de las instalaciones ferroviarias.

## La estación
El edificio para viajeros es un recinto de base rectangular, planta baja y disposición lateral a las vías. Cuenta con dos vías generales (vías 1 y 2) y cuatro derivadas (vías 3, 4, 6 y 8) de las cuales dos, la 3 y la 8 son vías muertas. El acceso a las vías se realiza gracias a cuatro andenes, uno lateral y tres centrales. El cambio de uno a otro es posible usando pasos subterráneos. 
Dispone de sala de espera, taquilla, máquinas expendedoras de billetes, torniquetes de acceso, cafetería y otras dependencias como el gabinete de circulación. En el exterior hay un aparcamiento público habilitado.

## Servicios ferroviarios

### Media Distancia
El tráfico de Media Distancia que posee la estación es especialmente significativo en la medida en que todas las relaciones existentes que salen de Barcelona con destino a Gerona, Figueras, Portbou y Cerbère y viceversa tienen parada en San Celoni. 
| Línea MD | Trenes      | Origen/Destino |  | Destino/Origen                  | Equivalente Rodalies de Catalunya |
| -------- | ----------- | -------------- |  | ------------------------------- | --------------------------------- |
| 33       | MD Regional | Barcelona      |  | Gerona Figueras Portbou Cerbère |                                   |

### Cercanías
Forma parte de la línea R2 norte de Cercanías Barcelona operadas por Renfe.
| << cabecera                    | < estación   | línea  | estación >        | cabecera |
| ------------------------------ | ------------ | ------ | ----------------- | -------- |
| Rodalies de Catalunya de Renfe |              |        |                   |          |
| Aeropuerto                     | Palautordera |        | terminal          | terminal |
| Aeropuerto                     | Palautordera | Gualba | Massanet-Massanas |          |